# Zoroastre
Zoroastre (título original en francés; en español, Zoroastro) es una ópera de Jean-Philippe Rameau, estrenada el 5 de diciembre de 1749 en la Opéra de París. El libreto es de Louis de Cahusac. Zoroastre fue la cuarta de las tragédies en musique de Rameau en ser representada y la última en aparecer durante la propia vida del compositor. El público dio a la versión original una tibia recepción, de manera que Rameau y su libretista reformaron ampliamente la ópera para una reposición que tuvo lugar en la Opéra el 19 de enero de 1756. Esta vez la obra tuvo gran éxito y esta es la versión que se suele oír en la actualidad.
Esta ópera se representa muy poco. En las estadísticas de Operabase aparece con sólo 3 representaciones en el período 2005-2010.